# Ibrahim Abatcha
Ibrahim Abatcha (* 1938; † 11. Februar 1968) war ein tschadischer Politiker, der dem Marxismus-Leninismus zuzurechnen war. Er startete seine politische Karriere während der Dekolonialisierung des Tschads von Frankreich und gründete später die Miliz FROLINAT, die als Widerstand gegen den ersten Präsidenten des Tschads, François Tombalbaye, angelegt war.

## Karriere
Ibrahim Abatcha begann seine politische Karriere 1958 mit dem Eintritt in die radikal muslimische Partei Chadian National Union (UNT). Nach der Unabhängigkeit des Tschads und der Führung Tombabayes wurde die Partei 1962 verboten. Daraufhin musste Abachta das Land verlassen und versuchte in Accra und in Algier Anhänger für den Widerstand zu rekrutieren, was ihm vorerst nicht gelang. Daraufhin reiste er nach Kairo, wo er unter tschadischen Studenten einige Anhänger gewinnen konnte. Als Keimzelle des Widerstands stellte sich aber der Sudan heraus, wo Abatcha unter tschadischen Flüchtlingen viele Anhänger rekrutieren konnte.

### Gründung der FROLINAT
Auf einem Kongress in Nyala vom 19.–22. Juni 1966 wurde die Zusammenlegung der Widerstandsgruppen Chadian National Union (UNT) und Liberation Front of Chad (FLT) zur FROLINAT, dessen Anführer Abatcha wurde, beschlossen. Bereits 1967 konnte die FROLINAT ihr Operationsgebiet ausweiten und eine Vielzahl neuer Mitglieder hinzugewinnen.

### Tod
Am 11. Februar 1968 wurde Ibrahim Abatcha bei Gefechten mit der tschadischen Armee auf der Straße zwischen Goz Beida und Abéché getötet. Sein Tod gilt als Rückschlag für die FROLINAT und die gesamte Rebellion, da sie dadurch den klaren Anführer verloren und sich infolgedessen aufspaltete und untereinander bekämpfte.

## Weblink
- Mario J. Azevedo, Samuel Decalo: Historical Dictionary of Chad, S. 176 f., 2018, ISBN 978-1-53811-4-377 (Onlineversion)